# Kanári-áramlat

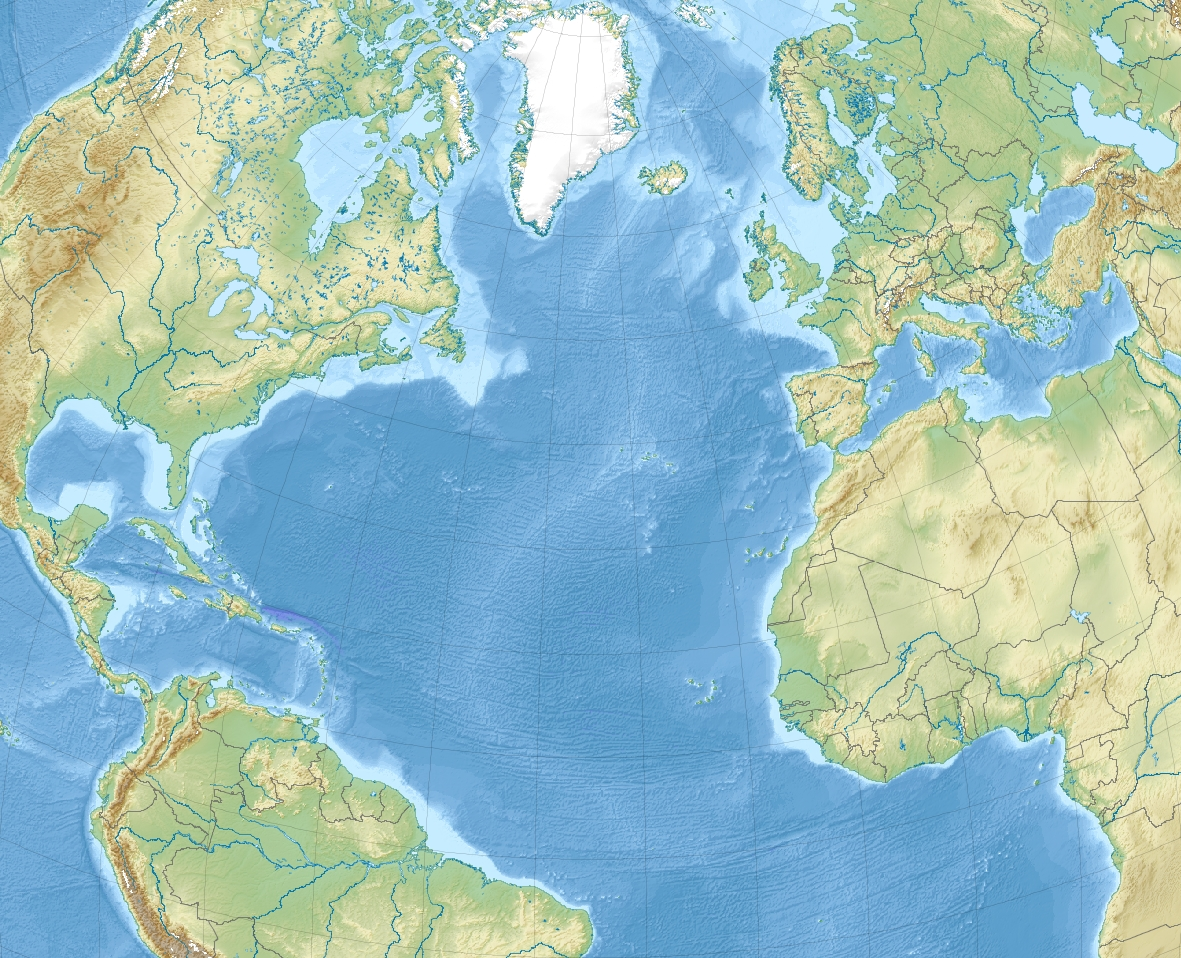
Az Észak-atlanti-óceán

A Kanári-áramlat az Észak-atlanti-áramlatból (a Golf-áramlat északnyugati folytatásából) ágazik ki dél felé. Nevét a Kanári-szigetekről kapta.

## Jellemzői
Innen délnyugati irányba tart az afrikai Szenegál partjaiig, ahol nyugat felé fordul. Afrika partjait a 30. és a 10. északi szélesség közt érinti (a 15. fok környékén kezd nyugat felé fordulni az Egyenlítői-ellenáramlat hatására). Az Ibériai-félsziget partjaihoz közeli legészakibb részét Portugál-áramlat néven is ismerik. (De vannak, akik szerint ez egy külön áramlat.)
Mint más áramlatok az óceánok keleti szélén, ez is széles (mintegy 1000 kilométer) és lassú. Vize viszonylag hideg, mert az egyenlítő felé haladva feláramlásai hideg vizet vetnek fel a partok mentén. Az afrikai partok mentén 100-300 kilométer hosszúságú ellenáramlatokat is létrehoz.
Átlagban 500 méter mély. A Kanári szigetcsoport akadályt képez az áramlat előtt.
A Madeira-szigetek és a Kanári-szigetek közti kontinentális lejtő mentén csatlakozik a Kanári-áramlathoz az Azori-áramlat egyik ága.

## Külső hivatkozások
- Angol nyelvű tanulmány az áramlatról, térképek, adatok Archiválva 2008. január 24-i dátummal a Wayback Machine-ben